# Lipowe Pole (przystanek kolejowy)
Lipowe Pole – przystanek kolejowy w Lipowym Polu Plebańskim, w gminie Skarżysko Kościelne, w powiecie skarżyskim, w województwie świętokrzyskim, w Polsce. Przystanek jest usytuowany na północnych obrzeżach towarowej części stacji kolejowej Skarżysko-Kamienna.

## Ruch pasażerski[1]
| Rok  | Wymiana pasażerska na dobę |
| ---- | -------------------------- |
| 2017 | 20-49                      |
| 2018 | 20-49                      |
| 2019 | 20-49                      |
| 2020 | 20-49                      |
| 2021 | 20-49                      |
| 2022 | 20-49                      |
| 2023 | 20-49                      |

## Galeria

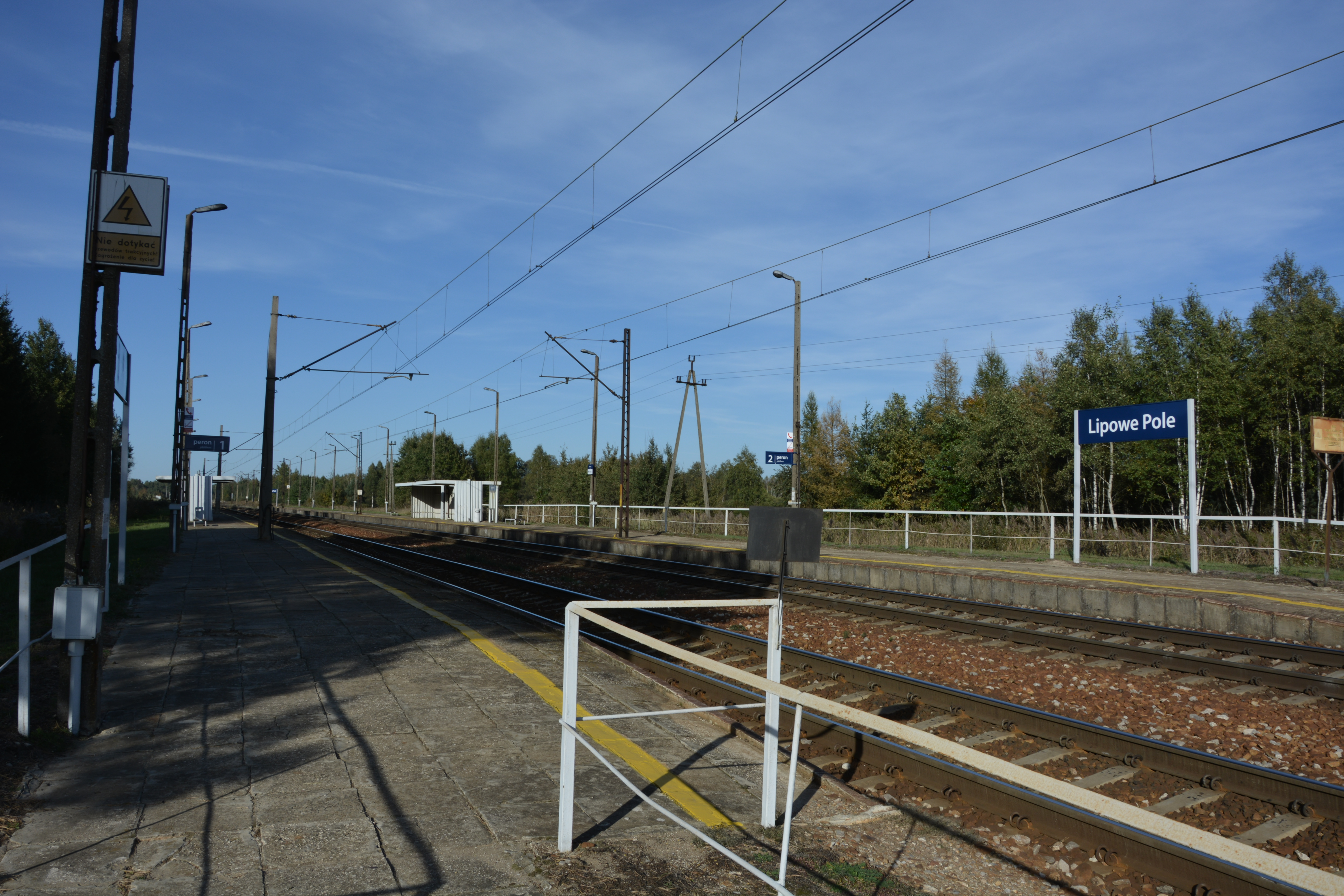
Widok ogólny na perony
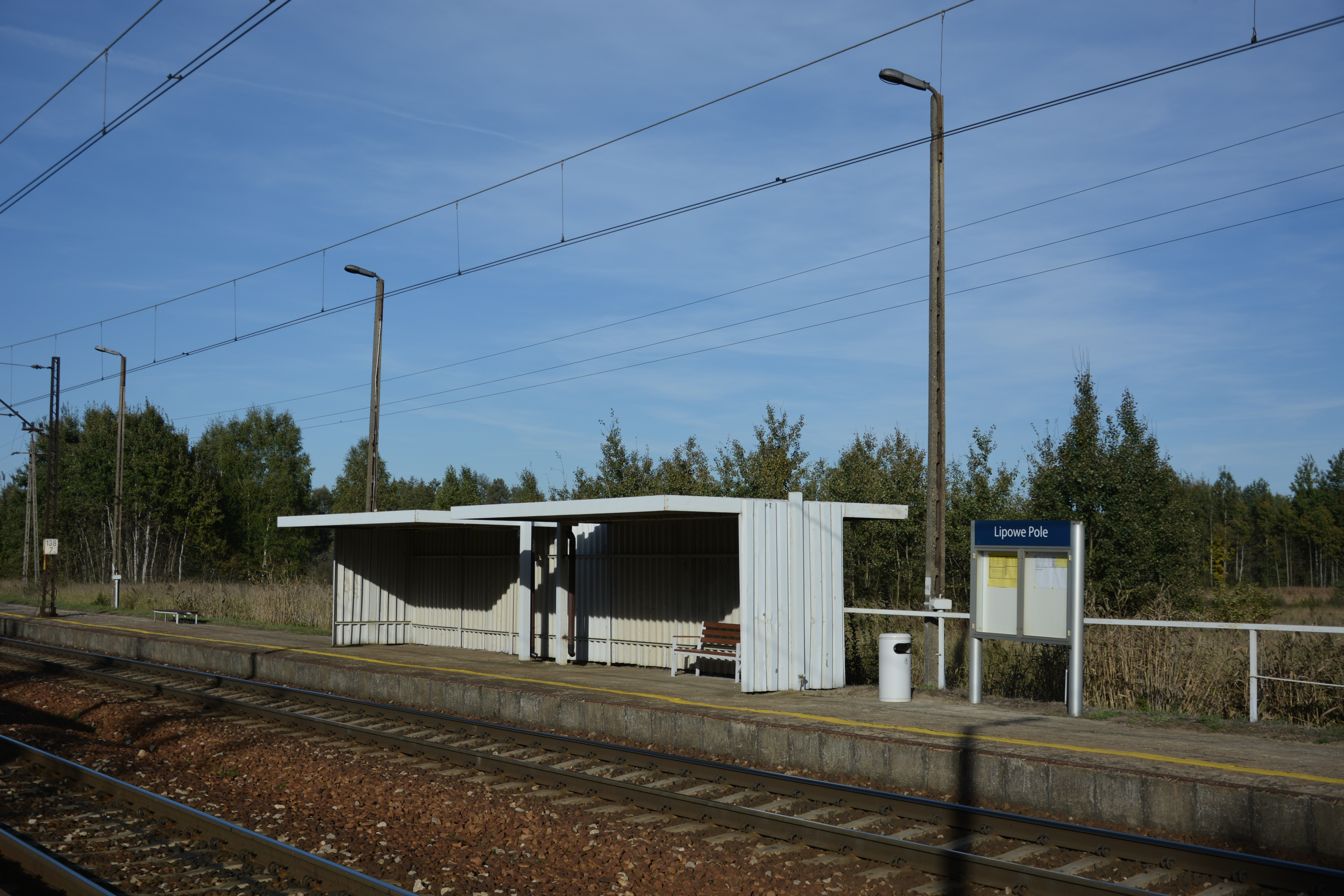
Wiaty przystankowe
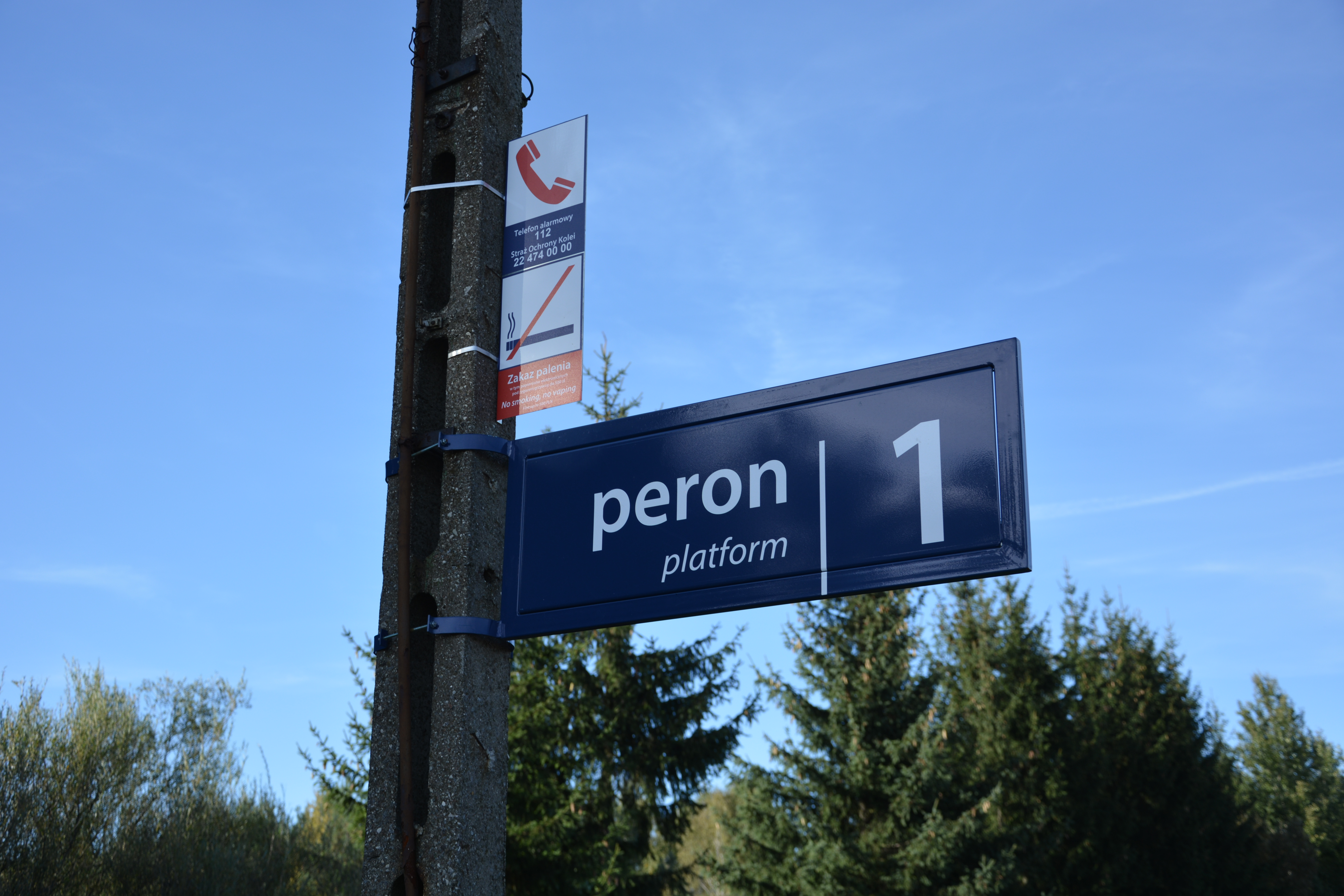
Oznaczenie numeru peronu
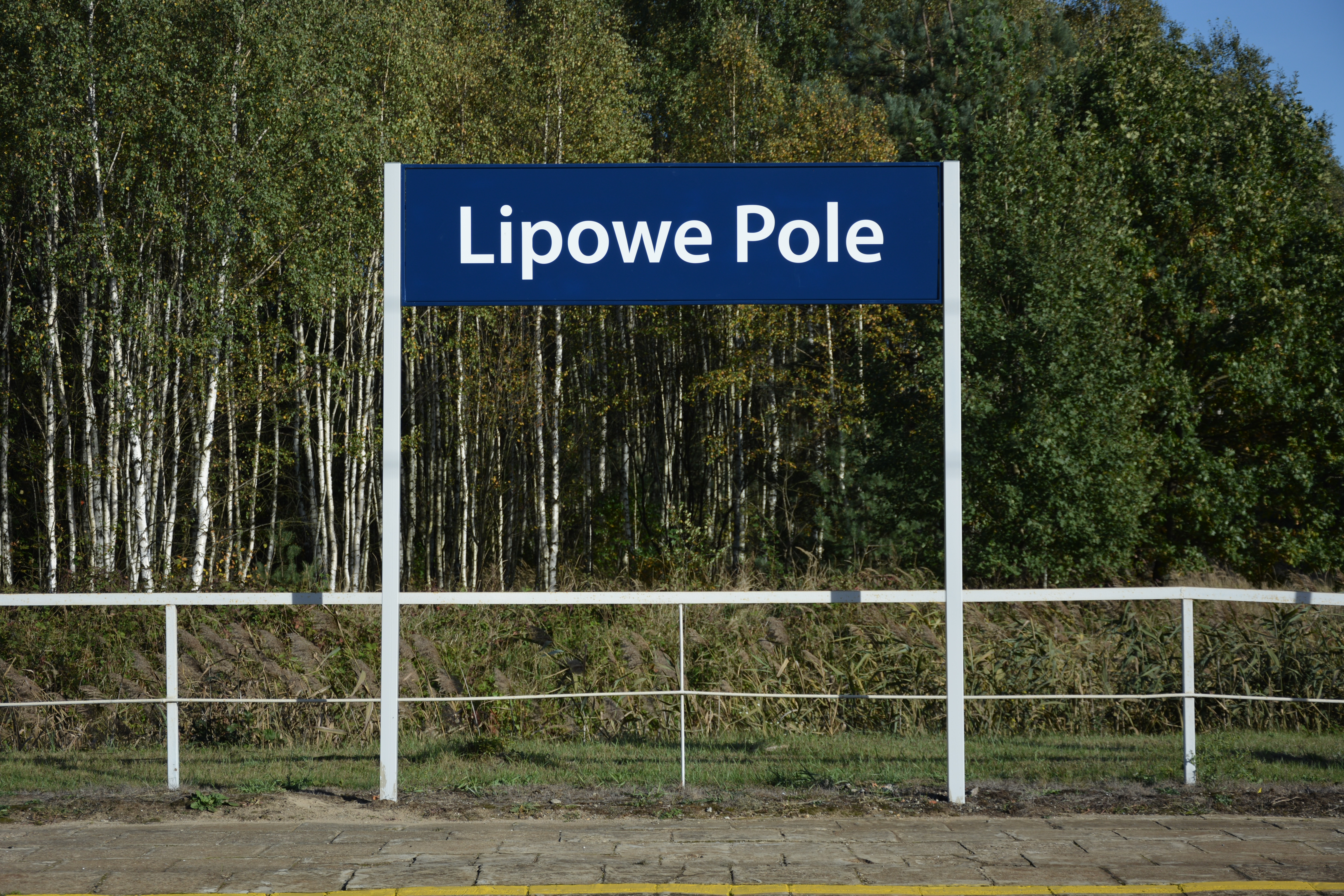
Tablica z nazwą przystanku